# Anoxie (pédologie)
Pour les articles homonymes, voir Anoxie.
Dans le domaine de la science des sols (pédologie), l'anoxie désigne le manque total d'oxygène d'un sol.
Les sols riches en fer prennent généralement une teinte verdâtre ou grise en l'absence d'oxygène alors qu'ils sont rouges ou rougeâtres dans le cas contraire.
De nombreuses espèces ne peuvent pas vivre dans les sols très anoxiques (vers de terre, grands arbres dont les racines peinent à survivre, hormis quelques espèces dont les racines peuvent produire des pneumatophores capables de prélever de l'oxygène dans l'air (c'est le cas des palétuviers par exemple)).